# شیلینگسفورست
شهر شیلینگسفورست (به آلمانی: Schillingsfürst) در ایالت بایرن در کشور آلمان واقع شده‌است.